# Thomas Kaboré
Thomas Kaboré (Ouagadougou, Burkina Faso, 23 de setembro de 1943) é um clérigo burkinabe e bispo católico romano emérito de Kaya.
Thomas Kaboré recebeu o sacramento da ordenação em 29 de junho de 1970.
Em 19 de abril de 1999, o Papa João Paulo II o nomeou Bispo de Kaya. O Arcebispo de Ouagadougou, Jean-Marie Untaani Compaoré, ordenou-o bispo em 10 de julho do mesmo ano; Os co-consagradores foram o Bispo de Ouahigouya, Philippe Ouédraogo, e o Bispo de Nîmes, Jean Cadilhac.
O Papa Francisco aceitou sua renúncia por idade em 7 de dezembro de 2018.